# Place de la Porte de Saint-Cloud
Place de la Porte de Saint-Cloud ist ein Kreuzungspunkt im Quartier d’Auteuil im 16. Arrondissement von Paris.

## Namensursprung
Dieser Platz befindet sich an der Stelle der ehemaligen Porte de Saint-Cloud der Thierssche Stadtbefestigung.

## Geschichte
Der Platz wurde 1928 von der Stadt Paris an der Stelle der ehemaligen Bastionen Nr. 65 und 66 angelegt und erhielt seinen heutigen Namen durch ein Dekret vom 4. März 1929. Durch ein Dekret vom 11. Oktober 1932 wurde er in das Pariser Straßenverzeichnis aufgenommen.
Im Zentrum, an der Stelle der alten Mautschranke, befindet sich der Jardin du rond point de la Porte de Saint-Cloud, in dem sich seit 1936 die Brunnen der Porte de Saint-Cloud befinden.
Aufgrund seiner Entstehungszeit erhielt der Platz die Auszeichnung „Erbe des 20. Jahrhunderts“.

## Sehenswürdigkeiten
- Église Sainte-Jeanne-de-Chantal de Paris und der Garten.
- Drei der vier monumentalen Tierstatuen, die während der Weltausstellung 1878 in den Gärten des Trocadéro-Palastes standen, wurden von 1935 bis 1985 auf dem Place de la Porte de Saint-Cloud aufgestellt. Dabei handelt es sich um das „Cheval à la Herse“ von Pierre Louis Rouillard, den „Jeune éléphant pris au piège“ von Emmanuel Frémiet und das „Rhinocéros“ von Henri-Alfred Jacquemart. Im Jahr 1986 wurden sie in der Gießerei Coubertin in Saint-Rémy-lès-Chevreuse restauriert und auf dem Vorplatz des Musée d’Orsay aufgestellt.[5][6][7][8]